# تانيا سايمور
تانيا سايمور (بالإنجليزية: Tanya Seymour)‏ هي فارسة سباق جنوب أفريقية، ولدت في 5 نوفمبر 1983.

## وصلات خارجية
- تانيا سايمور على موقع الاتحاد الدولي للفروسية (الإنجليزية)
- تانيا سايمور على موقع FEI (رابط بديل) (الإنجليزية)
- تانيا سايمور على موقع أوليمبيديا (الإنجليزية)